# 山崎義孝
山崎 義孝（やまざき よしたか）は、江戸時代中期の交代寄合表向御礼衆。備中国成羽領6代領主。

## 生涯
宝暦9年（1759年）4月12日 、備中国成羽領5代領主山崎義俊の長男として江戸で生まれる。母は義俊の側室。正室はなし。父方の従弟に豊後国森藩8代藩主久留島通嘉がいる。
安永4年（1775年）4月6日、義俊の嫡男として徳川家治にお目見えしている。続いて安永7年（1778年）12月12日に父義俊の隠居により、家督である成羽領5,000石を相続し領主となった。しかし、安永8年（1779年）4月23日に21歳で早世した。家督は弟の義苗が養子となり相続した。

## 系譜
- 父：山崎義俊（備中国成羽領5代領主）
- 母：側室
- 正室：なし
  - 養子（実弟）：山崎義苗（1765-1781） －備中国成羽領7代領主